# Finnur Kolbeinsson
Finnur Kolbeinsson (21 marzo 1972) è un ex calciatore islandese, di ruolo centrocampista.